# Sling Blade
Pour plus de détails, voir Fiche technique et Distribution.
Sling Blade ou La Justice au cœur au Québec est un film dramatique indépendant écrit et réalisé par Billy Bob Thornton, sorti en 1996.
Il raconte sur un ton tragi-comique l’histoire d’un demeuré léger nommé Karl dans les États-Unis profonds, son succès révéla son auteur.

## Synopsis
Karl Childers est un habitant d’Arkansas avec une déficience intellectuelle, que ses les parents ont maltraité physiquement et mentalement. Il a été détenu à l'hôpital psychiatrique d'État après avoir assassiné sa mère et son amant, qui était aussi son bourreau, avec une lame de faux-serpe. Karl croyait que sa mère était violée et a tué son amant pour la défendre. Lorsqu'il a réalisé que sa mère participait volontairement à l'affaire, Karl l'a également tuée.
Karl passe ses journées à regarder par la fenêtre et à se frotter les mains. En tant que personne passive, il est souvent contraint par le violeur en série Charles d'écouter des histoires sur ses antécédents criminels en tant que prédateur sexuel condamné. L'État détermine que Karl n'est plus dangereux et le libère. Karl veut rester et supplie, mais on lui dit qu'il doit partir. Il retourne dans sa ville natale, où il trouve du travail comme mécanicien de petits moteurs.
Karl se lie d'amitié avec Frank Wheatley et partage des détails sur son passé, y compris les meurtres. Frank présente Karl à sa mère, Linda, et à son ami et patron, Vaughan. Vaughan est préoccupé par l'histoire de Karl, mais Linda lui demande d'emménager dans son garage, ce qui met en colère son petit ami violent et alcoolique, Doyle. Vaughan dit à Karl qu'il craint que Doyle puisse blesser ou tuer Linda et Frank un jour.
Karl devient un modèle pour Frank, qui regrette son père décédé et méprise Doyle. Alors qu'ils se rapprochent, Karl dit à Frank qu'il est hanté par un incident qui s'est produit. Ses parents ont pratiqué un avortement de son petit frère non désiré et lui ont fait se débarrasser du corps. Karl a découvert que le bébé bougeait encore et l'a enterré vivant. Karl rend plus tard visite à son père, devenu un ermite maladif et méchant. Karl dit à son père qu'il avait prévu de le tuer pour se venger de son frère mais pense maintenant qu'il sera mort bien assez tôt.
Lors de la dernière explosion d'alcool de Doyle, où il refuse de quitter la maison de Linda, Frank riposte. Linda se réconcilie plus tard avec Doyle, qui annonce qu'il emménage avec eux. Il dit à Karl qu'il n'est plus le bienvenu. Lorsque Frank proteste, Doyle l'attrape, mais Karl intervient et l'avertit de ne plus jamais toucher Frank.
Réalisant qu'une vie malheureuse ou pire attend Frank, Karl le persuade, lui et Linda, de passer la nuit chez Vaughan. Plus tard dans la soirée, il retourne à la maison des Wheatley avec une lame de tondeuse à gazon et trouve Doyle ivre et seul dans le salon. Karl tue Doyle, appelle le 9-1-1, puis mange des biscuits à la moutarde, un favori, en attendant la police.
Karl est renvoyé à l'hôpital public, mais il est maintenant plus affirmé. Charles lui raconte plus d'histoires sur ses crimes sexuels et l'interroge ensuite sur sa relation avec Frank. Cela met en colère Karl, qui dit à Charles de ne plus jamais lui parler. Alors que Charles s'éloigne, Karl se tourne vers lui puis recommence à regarder par la fenêtre vers un champ ouvert.

## Fiche technique
- Titre original : Sling Blade
- Titre québécois : La Justice au cœur
- Réalisation : Billy Bob Thornton
- Scénario : Billy Bob Thornton, d’après son scénario du court-métrage Some Folks Call It a Sling Blade de George Hickenlooper
- Direction artistique : Clark Hunter
- Photographie : Barry Markowitz
- Montage : Hughes Winborne
- Musique : Daniel Lanois
- Production : David L. Bushell et Brandon Rosser
- Société de production : Shooting Gallery
- Sociétés de distribution : Miramax (États-Unis), Acacias Films (France)
- Budget : 890 000 de dollars
- Langue originale : anglais
- Durée : 135 minutes
- Dates de sortie :
  - États-Unis : 27 novembre 1996
  - France : 26 novembre 1997

## Distribution
- Billy Bob Thornton (VQ : Éric Gaudry) : Karl Childers
- Dwight Yoakam (VF : Patrick Poivey) : Doyle Hargraves
- J. T. Walsh (VF : Jacques Frantz / VQ : Yves Corbeil) : Charles Bushman
- John Ritter : Vaughan Cunningham
- Natalie Canerday : Linda Wheatley
- Lucas Black : Frank Wheatley
- James Hampton : le docteur Jerry Woolridge
- Robert Duvall : Frank Childers
- Rick Dial : Bill Cox
- Brent Briscoe : Scooter Hodges
- Mickey Jones : (VF : Michel Vigné) : Monty Johnson
- Christy Ward : Melinda
- Jim Jarmusch : le vendeur de glaces

 Source et légende : version québécoise (VQ) sur Doublage.qc.ca

## Anecdotes
- Sling blade est une expression anglaise désignant un outil agricole qui ferait effectivement une arme mortelle.
- Le film, à l’atmosphère proche des « patelins paumés » des États-Unis profonds a entièrement été tourné dans un village de ce type, proche de Malvern, la ville d’enfance de Thornton, Benton, en Arkansas, à une trentaine de kilomètres au sud de Little Rock.
- Billy Bob Thornton présenta au Festival de Sundance, en 1994, le court métrage Some Folks Call It a Sling Blade réalisé par George Hickenlooper, correspondant à la première demi-heure de Sling Blade, écrit par lui-même, dans le but d’attirer des investisseurs pour un long métrage en projet. Thornton obtint satisfaction mais refusa, comme il était prévu, à Hickenlooper de réaliser le film et le fit lui-même, ce qui vexa profondément le jeune réalisateur.
- Le film permit à la société Miramax de se refaire de l'échec de Shine, dont ils n’avaient pu obtenir les droits. Harvey Weinstein acheta en effet le film pour dix millions de dollars, inédit pour un film indépendant à l’époque, coiffant sur le poteau ses rivaux et entraînant la frénésie financière pour les films indépendants de la fin des années 1990.
- Billy Bob Thornton avait quarante et un ans quand le succès de Sling Blade le surprit, après bien des années de pauvreté. Mais fier de son talent il entra souvent en conflit avec l’aînée des Weinstein, et c’est sur lui que se basa la campagne de pub de Miramax, en tant que réalisateur prodige, et après quelques semaines médiocres et la cérémonie des Oscars (et aussi par un intéressement des tabloïds aux relations sulfureuses de Billy Bob Thornton avec sa femme Pietra) la fréquentation du film décolla et rapporta 24 400 000 de dollars aux États-Unis.

## Parodies
- Durant leur troisième saison, Mad TV a produit une parodie autorisée : Sling Blade 2: Judgment Day (parodiant de même Terminator 2). Ils ont réitéré pendant leur cinquième saison avec une deuxième parodie, Blades, mélangeant Blade et Sling Blade, où Karl est un chasseur de vampires en Amérique profonde.
- Dans l'épisode Servietsky de South Park, Eric Cartman prononce quelques répliques du film, avec l’accent typique en se rapportant à la mère de Stan (« vous ne devriez pas faire cela, c'est juste un petit garçon »).
- Dans le film Des hommes d'influence de Barry Levinson, le personnage de Woody Harrelson caricature un personnage ressemblant à Karl.

## Récompenses
- Oscar du meilleur scénario adapté pour Thornton, également nommé comme meilleur acteur
- Prix Edgar-Allan-Poe du meilleur film
- Prix du meilleur premier long-métrage du Film Independent's Spirit Awards
- Prix spécial du National Board of Review
- Prix du meilleur acteur dans un premier rôle et prix de la meilleure production de la Screen Actor Guild
- Prix de la meilleure adaptation de la Writers Guild of America